# Chorizococcus scorzonerae
Chorizococcus scorzonerae är en insektsart som beskrevs av Tang 1992. Chorizococcus scorzonerae ingår i släktet Chorizococcus och familjen ullsköldlöss. Inga underarter finns listade i Catalogue of Life.